# Que Me Quedes Tú
«Que Me Quedes Tú» (укр. «[Те], що ти залишаєшся зі мною») — шостий сингл колумбійської співачки Шакіри з альбому «Laundry Service», випущений у 2002 році лейблом Epic.

## Інформація
Пісня написано Шакірою та Луїсом Фернандо Очоа. Композиція випущена в 2002 році як сингл. «Que Me Quedes Tú» посіла першу сходинку в Billboard Hot Latin Tracks, ставши популярною в іспаномовних магазинах.

## Чарти
| Чарт                           | Найвища позиція |
| ------------------------------ | --------------- |
| US Latin Songs (Billboard)     | 1               |
| US Latin Pop Songs (Billboard) | 1               |